# У войны не женское лицо (телесериал)
«У войны́ не же́нское лицо́» — семисерийный документальный телевизионный фильм, снятый режиссёром Виктором Дашуком по сценарию В. Дашука и лауреата Нобелевской премии по литературе 2015 года Светланы Алексиевич в 1981—1984 годах на студии «Летопись» «Беларусьфильма».
Фильм описывает в семи коротких сериях примерной продолжительностью  10-25 минут судьбы женщин во время Великой Отечественной войны. Основой фильма 
стали около 500 магнитофонных записей бесед Светланы Алексиевич, они же впоследствии стали основой её одноимённой книги.
Чёрно-белые телевизионные фильмы перемежают документальные съёмки Великой Отечественной войны с речью участвовавших в войне героинь фильма.
Фильм состоит из следующих частей:
| № серии | Название серии       | Год выхода | Продолжительность |
| ------- | -------------------- | ---------- | ----------------- |
| 1       | Это была не я…       | 1981       | 19:43             |
| 2       | Стрелять хотела      | 1982       | 16:25             |
| 3       | Утро туманное        | 1982       | 24:43             |
| 4       | Я встретил вас       | 1982       | 9:54              |
| 5       | Если родится девочка | 1983       | 19:47             |
| 6       | Тогда я не плакала   | 1984       | 13:44             |
| 7       | Милосердие           | 1984       | 19:09             |

В. Н. Дашук за циклы документальных фильмов «Я из огненной деревни» и «У войны не женское лицо» получил Государственную премию СССР 1985 года. Цикл отмечен также «Серебряным голубем» на международном фестивале документального и анимационного кино в Лейпциге (1983), и наградой Findling (1983, ГДР).
Белорусский писатель и фронтовик Василь Быков приводит работу Светланы Алексиевич и Виктора Дашука как пример подхода к военной теме со стороны поколения, не участвовавшего в войне: «честно, правдиво, без недомолвок и отсебятины, с уважением к делу и слову людей, для которых прошлая война была их трудной жизнью и навсегда стала судьбой».
В 1984 году была издана одноимённая книга Светланы Алексиевич.